# 제51회 아카데미상
제51회 아카데미상은 1979년 4월 9일에 열린 시상식이다. LA 도로시 챈들러 파빌리온에서 개최되었으며 사회자는 조니 카슨이다.

## 후보 및 수상

### 작품상
- 디어 헌터 - 배리 스피킹스 수상
- 귀향 - 제롬 헬먼
- 천국의 사도 - 워런 비티
- 미드나잇 익스프레스 - 앨런 마샬
- 독신녀 에리카 - 폴 마줄스키

### 남우주연상
- 귀향 - 존 보이트 수상
- 잔혹한 음모 - 로렌스 올리비에
- 버디 홀리 스토리 - 게리 부시
- 디어 헌터 - 로버트 드 니로
- 천국의 사도 - 워런 비티

### 여우주연상
- 귀향 - 제인 폰다 수상
- 가을 소나타 - 잉그리드 버그만
- 인테리어 - 제라르딘 페이지
- Same Time, Next Year - 엘렌 버스틴
- 독신녀 에리카 - 질 클레이버그

### 남우조연상
- 디어 헌터 - 크리스토퍼 월켄 수상
- 컴스 호스맨 - 리처드 판스워드
- 귀향 - 브루스 던
- 천국의 사도 - 잭 워든
- 미드나잇 익스프레스 - 존 허트

### 여우조연상
- 캘리포니아의 다섯 부부 - 매기 스미스 수상
- 귀향 - 페네로페 밀포드
- 디어 헌터 - 메릴 스트립
- 천국의 사도 - 다이안 캐넌
- 인테리어 - 모린 스테이플튼

### 감독상
- 디어 헌터 - 마이클 치미노 수상
- 귀향 - 할 애쉬비
- 천국의 사도 - 워런 비티
- 인테리어 - 우디 앨런
- 미드나잇 익스프레스 - 앨런 파커

### 각본상
- 귀향 - 로버트 C. 존스 수상

### 각색상
- 미드나잇 익스프레스 - 올리버 스톤 수상

### 촬영상
- 천국의 나날들 - 네스토르 알멘드로스 수상

### 편집상
- 디어 헌터 - 피터 지너 수상

### 미술상
- 천국의 사도 - 폴 실버트 수상

### 의상상
- 나일 살인사건 - 안소니 포웰 수상

### 음악상
- 미드나잇 익스프레스 - 조지오 모로더 수상

### 주제가상
- 금요일 밤의 열기 - 폴 자바라 수상

### 음향믹싱상
- 디어 헌터 - Richard Portman 수상

### 외국어영화상
- 손수건을 꺼내라 - 베르뜨랑 블리에 수상

### 단편애니메이션상
- Special Delivery - Eunice Macaulay 수상

### 단편영화상
- 틴에이지 파더 - 테일러 핵포드 수상

### 장편다큐멘터리상
- Scared Straight! - Arnold Shapiro 수상

### 단편다큐멘터리상
- The Flight of the Gossamer Condor - Jacqueline Phillips Shedd 수상

### 공로상
- 월터 란츠 수상
- 로렌스 올리비에 수상
- 킹 비더 수상

### 진 허숄트 박애상
- Leo Jaffe 수상

### 음악스코어링상
- Buddy Holly Story - Joe Renzetti 수상
- 표창메달Linwood G. Dunn 수상
- Loren L. Ryder 수상
- Waldon O. Watson 수상